# Герб Новой Зеландии
Герб Новой Зеландии — официальный символ Новой Зеландии. Изначально герб предоставил Король Георг V 26 августа 1911, а современную версию предоставила Королева Елизавета II в 1956.
Вплоть до 1911 года Новая Зеландия использовала национальный герб Британии. Но уже в 1907 году, когда Новая Зеландия получила статус доминиона, было решено разработать новый герб. С этой целью был проведён конкурс. Собственный герб у страны появился в 1911 году; в 1956 году в него были внесены незначительные изменения.
Центральный щит герба остаётся неизменным с 1911 года: в левом верхнем углу изображены четыре звезды, символизирующие созвездие Южного Креста (такие же звёзды используются в национальном флаге, правда, в иной пропорции); в правом верхнем — золотое руно, символизирующее скотоводство; в левом нижнем — сноп пшеницы, символизирующий сельское хозяйство; в правом нижнем — два молота, символизирующих горную промышленность и индустрию. Между боковыми сторонами щита расположена вертикальная полоса, на которой изображены три корабля, символизирующих важность морской торговли для Новой Зеландии и иммигрантское происхождение новозеландцев.
В 1956 году в герб были внесены несущественные изменения: с герба исчезло изображение льва, держащего британский флаг, а также девиз «Onward». Девиз же был украшен стилизованным изображением, в котором легко узнать листья папоротника.
На современном гербе щитодержатели также отличны от варианта 1911 года. У женщины в прошлом были рыжие волосы, а стояла она боком, а не лицом к щиту. На варианте 1956 года изображена пакеха (жительница европейского происхождения), которая держит в руках флаг Новой Зеландии, и маорийский воин, держащий таиаха (церемониальное копьё). Щит увенчан короной святого Эдуарда, а под ним — два серебристых листа папоротника и надпись «New Zealand».